# Rio Solnan
O rio Solnan é um rio das regiões de Rhône-Alpes e Borgonha, na França. Percorre os departamentos de Ain e Saône-et-Loire e é afluente do rio Seille.
Ao longo do seu percurso atravessa as comunas de Verjon (nascente), Villemotier, Bény, Salavre, Coligny, Pirajoux, Domsure, Beaupont, Condal, Dommartin-lès-Cuiseaux, Varennes-Saint-Sauveur, Frontenaud, Sainte-Croix, Bruailles, La Chapelle-Naude e Louhans (onde conflui com o rio Seille).